# Isabellenhütte Heusler

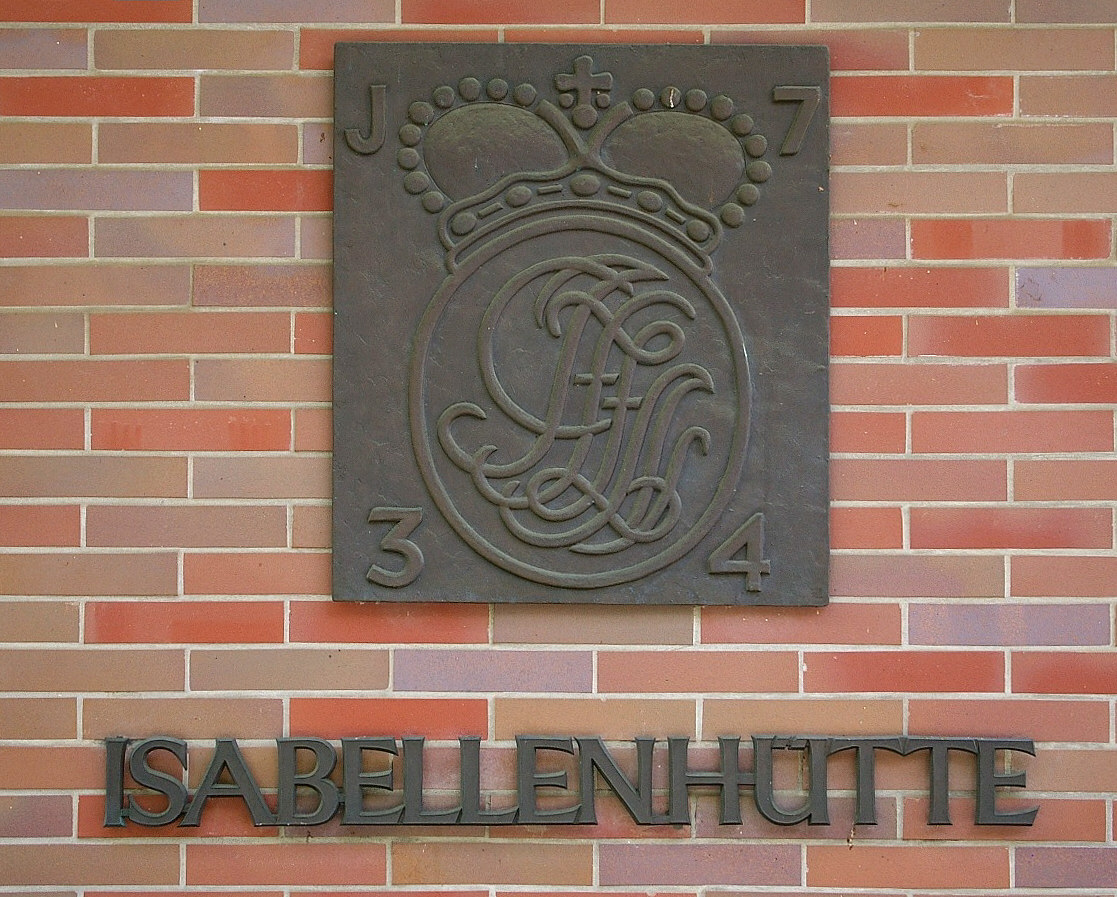
Insegna della ditta del 1734

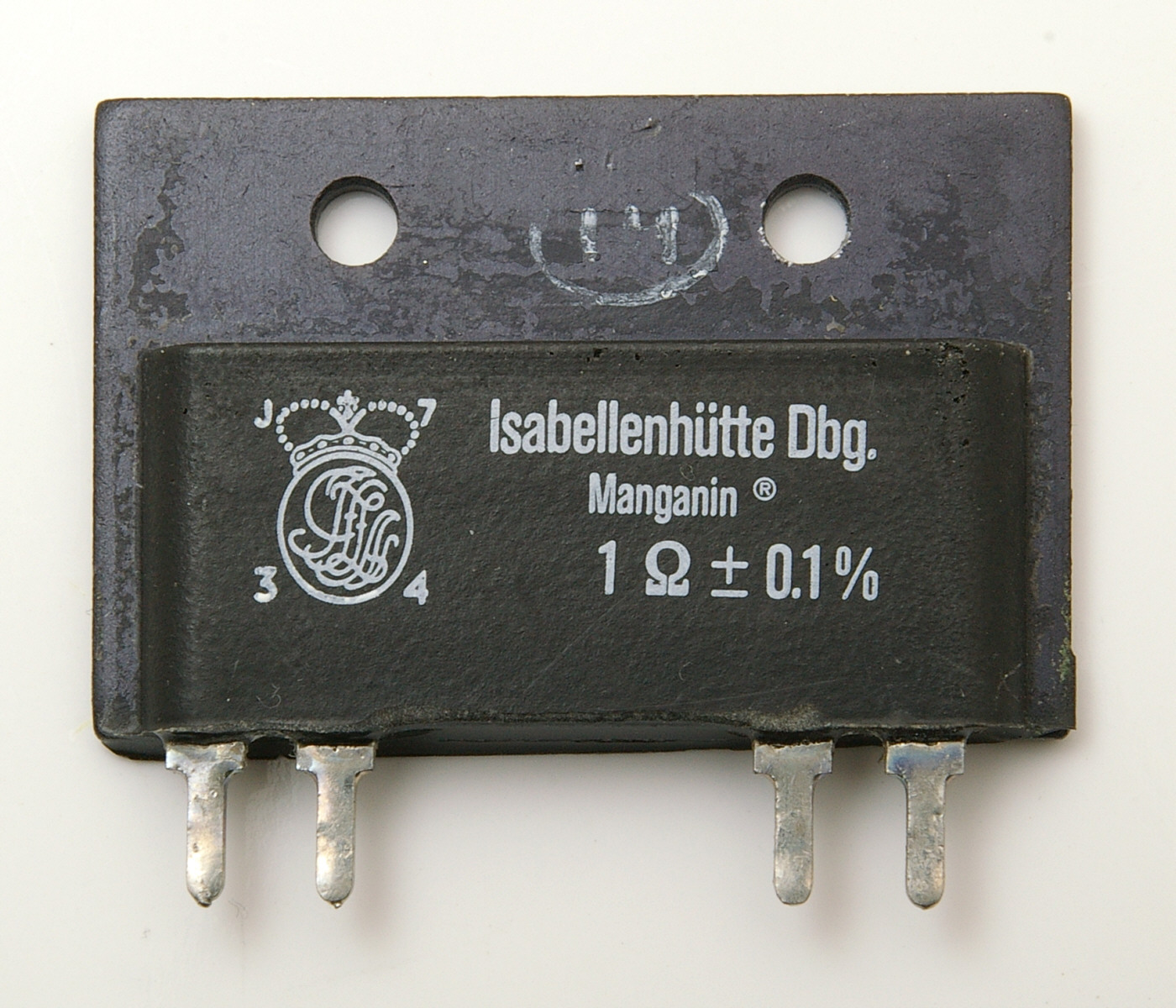
Una specialità della ditta Isabellenhütte, uno Shunt di precisione a bassa dispersione termica per una misura a quattro terminali

La Isabellenhütte Heusler GmbH & Co. KG è una società tedesca con sede a Dillenburg, fondata nel 1482 come Kupferhütte. L'azienda è specializzata nella progettazione e costruzione di resistenze di precisione, per sensori nelle industrie dell'automotive, aerspazio, elettronica industriale e elettrotecnica.

## Storia

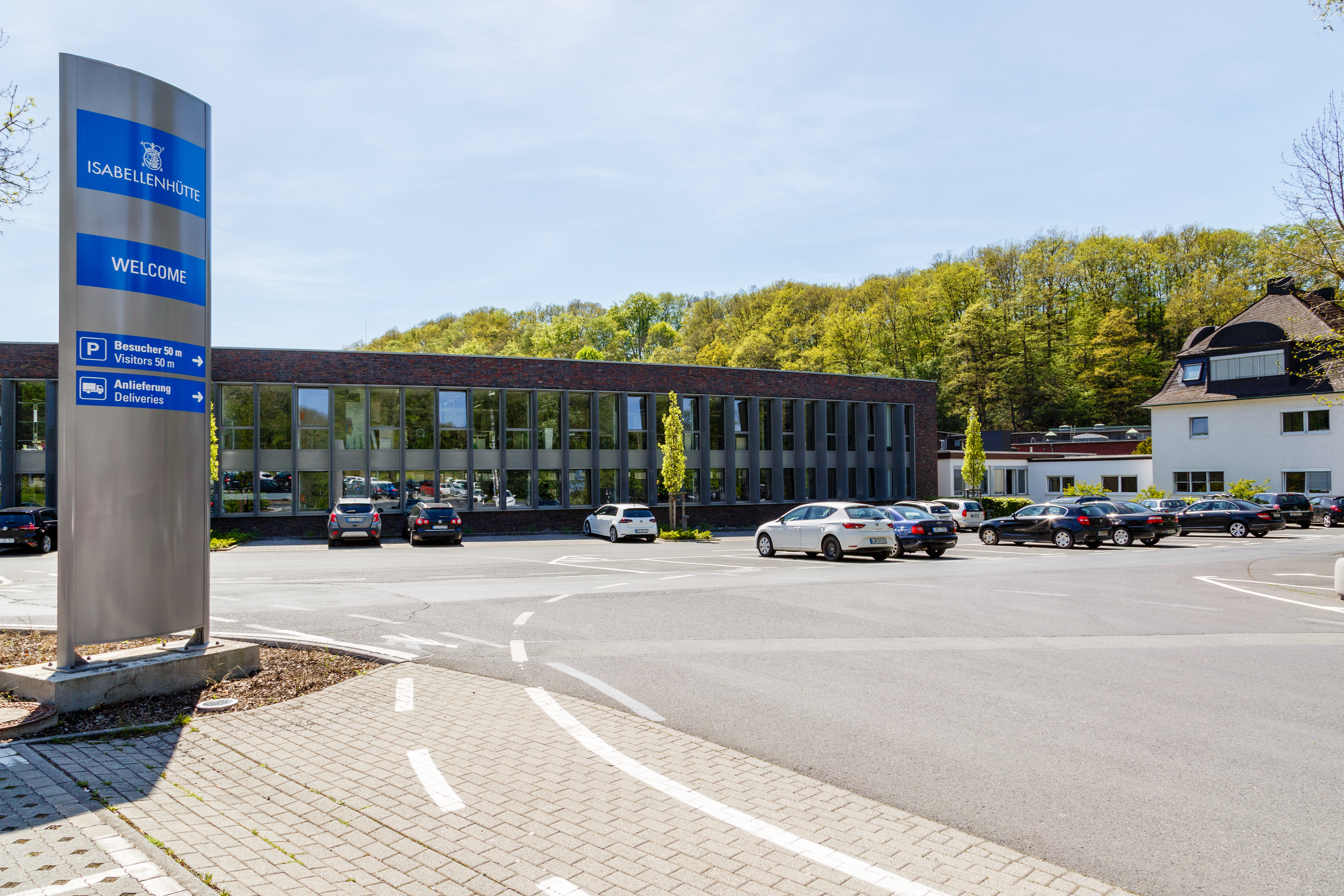
Isabellenhütte Heusler

La Isabellenhütte Heusler risale nelle origini alla industria di Hessen. Viene infatti fondata, secondo fonti storiche del medioevo, a Dillenburg una Kupferhütte, nell'anno 1482 come „Kupferhütte auf der Nanzenbach“ prima notizia storica riconosciuta della ditta.
Nel 1728 viene rinominata in „Isabelle Kupferhütte“, in onore di Isabelle Charlotte von Nassau-Dietz, del reggente ultimo del Land Cristiano di Nassau-Dillenburg. Nel 1827 la famiglia Heusler rileva l'azienda; Carl Ludwig Heusler guida l'azienda fino alla sua morte nel 1851. Successivamente i figli Friedrich Wilhelm Otto Heusler (1825–1890) e Conrad Heusler seguono le orme del padre. La Isabellenhütte inizia qui la sua produzione di alpacca e di rame.
Nel 1889 viene sviluppata assieme al Physikalisch technischen Reichsanstalt (PTR) la lega Manganina. Questa fu la base della produzione delle resistenze di precisione e di potenza. Nel 1898 Conrad Heusler fonda la firma „Isabellenhütte GmbH“.
Nel 1901 diventa direttore Fritz Heusler (* 1º febbraio 1866, Bonn; † 25 ottobre 1947, Dillenburg) e nasce più tardi la lega di Heusler. Questa lega formata da metalli come bronzei come Ferro, Cobalto o Nichel. In collaborazione con la Philipps-Universität Marburg questo fenomeno fisico venne sviluppato nel 1933 dal figlio Otto Heusler e pubblicato. Viene creata la fondazione „Heusler-Stiftung“.
L'azienda si sviluppa nel secondo dopoguerra e nel 1952 inizia una fase di modernizzazione che prosegue fono agli anni'80 con la continuazione della produzione di resistenze di precisione e di potenza e di termoregolatori.
La società è certificata DIN EN ISO 9001:2008, DIN EN ISO 14001:2009, DIN EN ISO 50001:2009 e ISO TS 16949:2009. Ha inoltre certificazione ESCC-System della European Space Agency (ESA) „Qualified Supplier“ per applicazioni aerospaziali.
Nel 2013 viene nominata dal Institut für Führung und Personalmanagement der Universität St. Gallen come "besten Arbeitgeber im Mittelstand" (miglior datore di lavoro).
Marchi noti della ditta sono Isabellin e Isaohm.

## Settori
- Misurazione - Misura a quattro terminali secondo ISA-ASIC.
- Resistenze di precisione e di potenza - resistenze vicine al singolo Ohm secondo norme RoHS-Richtlinien e AEC-Q200.
- Termoregolatori e termocoppie

## Logo Isabellenhütte
Il logo della Isabellenhütte mostra l'anno „J734“ ma la fondazione è di secoli precedenti. Originariamente uno stemma su un portale, produttori di rame e ottone e dal alchemico Vitriol. Si trovano le iniziali „I. C. F. z. N.“ di Isabella Charlotte Fürstin zu Nassau.